# Воткинский завод
Во́ткинский заво́д (ныне — Акционерное общество «Воткинский завод») — градообразующее предприятие города Воткинска, Удмуртская Республика, основанное в 1759 году.
В 1757 году граф П. И. Шувалов получил разрешение императрицы Елизаветы на строительство Воткинского железоделательного завода, его строительство началось в 1758 году по указу государственной Берг-коллегии. Первое железо на Воткинском железоделательном заводе было получено 21 сентября (2 октября) 1759.
С 1837 по 1848 годы начальником Воткинского железоделательного завода был горный начальник Камско-Воткинского округа Илья Петрович Чайковский (1795—1880), отец композитора Петра Ильича Чайковского.
В течение XVIII—XX веков на Воткинском заводе выпускались железо, якоря, железнодорожная техника и мосты, морские и речные суда, паровозы, экскаваторы, золотодобывающие драги, различное вооружение, различного рода гражданское и промышленное оборудование. В 1840 году на заводе был выкован памятник-якорь, впоследствии перенесённый на плотину пруда.
В настоящее время одно из предприятий на основе Воткинского завода выпускает межконтинентальные ракеты стратегического назначения «Тополь-М», являющиеся основой ядерного щита России, и ряд других изделий военного назначения. Среди гражданской продукции — оборудование для нефтяной, газовой промышленности и станки.
Из-за вторжения России на Украину завод находится под международными санкциями стран Евросоюза, США и ряда других государств

## История

### До 1917 года
Причиной для постройки завода послужило истощение лесов возле существовавших тогда (середина XVIII века) горных предприятий Урала. Завоз дров издали приводил к удорожанию производства железа. Выходом из этой ситуации было перемещение обработки руды в местности с ещё не вырубленными лесами. Кроме Воткинского железоделательного завода, как пример реализации такой стратегии, можно привести также расположенный неподалёку Ижевский железоделательный завод, построенный в 1760—1763 годах. Место для Камских заводов было выбрано по сочетанию близости к крупной водной артерии (река Кама, протекающая в 15—20 километрах от нынешнего города Воткинска), наличия лесов, бывших в то время главным топливом для промышленности, и близости к горнодобывающим предприятиям. Всего в период с 1754 по 1763 годы было построено 42 частных завода, принадлежавших знатным особам Российской империи (граф П. И. Шувалов, граф М. И. Воронцов и другим).
В 1763 году, после смерти Шувалова (1762 год), Воткинский и Ижевский заводы отошли в казну в покрытие семейных долгов Шуваловых.
В дальнейшем (XVIII—XX веках) на Воткинском заводе выпускались якори, железнодорожная техника, суда, экскаваторы, золотодобывающие драги, различное вооружение.
Так, например, в середине второй половины XVIII века по указу императрицы Екатерины II от 1773 был начат выпуск якорей для Военно-морского флота. В первой половине XIX века на долю завода приходилось до 62 % общего объёма якорного производства в России.
В 1810 году под руководством приглашённого Дерябиным А. Ф. механика-самоучки Сабакина Л. Ф. на Воткинском заводе был установлен первый на Урале листопрокатный стан, улучшена воздуходувная машина, а также налажено производство винторезных станков для Гороблагодатских заводов.
Воткинский завод получал для передела чугун с Гороблагодатских заводов по цене около 1 рубля за пуд. Производство железа в XIX веке осуществлялось в кричных горнах с дальнейшей проковкой молотами. Среднегодовое потребление чугуна в этот период составляло 270 тыс. пудов, производство железа — 200 тыс. пудов. Для привода заводских механизмов использовалось 71 водяное колесо.
Воткинский завод был одним из передовых предприятий того времени. В 1811 году было освоено производство литой стали по принципиально новому методу металлурга-самоучки Бадаева С. И.. Эта высококачественная инструментальная сталь применялась для изготовления различного инструмента (металлорежущего, медицинского, штампов). Признанием заслуг завода было выполнение в 1858 году воткинскими мастеровыми ответственного заказа на изготовление и сборку каркаса шпиля для собора Петропавловской крепости. Первая конструкция шпиля, изготовленного в XVIII веке, была неудачной и требовала частых ремонтов. Считается, что царю доложили, что каркас этого шпиля можно было изготовить только в Англии или на Воткинском казённом заводе. Заказ на создание нового шпиля был размещён на заводе в конце 1857, а уже 30 июля 1858 шпиль начали водружать на колокольню. Работы обошлись казне в 26 662 рубля — в 2 раза меньше, чем просили английские специалисты.
В 1834 году Воткинский завод произвёл около 100 тыс. пудов железа разных сортов на сумму 500 тыс. руб. На местном рынке было продано около 2 тыс. пудов металла, на Нижегородскую ярмарку было отправлено около 70 тыс. пудов на сумму более 180 тыс. руб.
Также завод выпускал броневую сталь для нужд Военно-морского флота.
В 1840-х годах при начальнике Илье Петровиче Чайковском предприятие меняет специализацию и из чисто металлургического превращается в машиностроительное. В 1847 году начато производство пароходов, а в 1868 году — паровозов. Уникальность этих начинаний в том, что завод находился на берегах небольшой мелкой речки, в 12 км по прямой от полноводной Камы, и не был связан с железнодорожной сетью страны. Поэтому пароходы и другие суда строились с условием окончания срока постройки к началу весеннего половодья. На территории предприятия возвели специальную плотину для создания небольшого накопительного пруда. Весной вода заполняла этот пруд и затопляла территорию судоверфи. Построенные суда всплывали. Тогда открывали ворота на плотине накопительного пруда, и пароходы с большой водой по реке Вотка уходили в реку Сива, а уже по ней в Каму. Всего заводом было построено около 400 судов различных типов. Точно так же, по большой воде, отправляли с предприятия паровозы. Сначала их грузили на специальную баржу, далее по рекам Вотка, Сива, Кама они плыли до ближайшей железнодорожной станции. Так продолжалось до 1916 года, когда Воткинский завод соединился с железнодорожной сетью страны. Всего на предприятии построили 631 паровоз широкой колеи разных серий.
С 1865 по 1868 год горным начальником Воткинского завода в чине генерал-майора служил Арсеньев А. И.. В конце 1860-х годов на Воткинском заводе под руководством А. А. Иоссы проводились первые в российской металлургии опыты по производству стали бессемеровским способом. В 1868 году Иосса направил директору Горного департамента В. К. Рашету докладную записку, обосновывая в ней необходимость проведения дополнительных опытов по выплавке стали мартеновским способом. Из-за задержки финансирования эти опыты начались на Воткинском заводе уже после отъезда Иоссы на Пермкий сталепушечный завод.
В 1871 году была запущена вторая в России и первая на Урале мартеновская печь. Из мартеновской стали наладили прокат железнодорожных рельсов.
В 1887 году на Сибирско-Уральской научно-промышленной выставке в Екатеринбурге Воткинский завод был удостоен золотой медали УОЛЕ за отличное качество железа и бронзовой медали ИРТО за усовершенствования технологии производства листового железа.
В конце XIX века, в связи со строительством Транссибирской магистрали, завод освоил выпуск новой продукции — железнодорожных мостов. По общей длине построенных железнодорожных мостов в 1915 году Воткинский завод вышел на первое место в России.
Постепенно из всех заводских производств на первое место вышло паровозостроение, которое занимало около 40 % производственных мощностей.

### 1917—1957 годы
В ходе Гражданской войны завод многократно подвергался разграблению всеми воюющими сторонами, в результате чего он фактически прекратил работу и в 1922 году был законсервирован. 9 сентября 1925 года завод заново открылся как производитель сельскохозяйственного оборудования.
С 1930 по 1937 годы завод был в ведении Всесоюзного объединения тяжёлой промышленности и начал выпуск высокопроизводительных паровых экскаваторов и золотодобывающих драг. За 7 лет производства была выпущена и отправлена на стройки страны 271 машина.
С 1 января 1938 года, с передачей Наркомату оборонной промышленности, завод стал артиллерийским. 11 марта 1938 года переименован в Завод № 235. За счёт сворачивания гражданской продукции на освободившихся площадях развернули производство 152-мм гаубицы обр. 1938 г.. С началом в 1941 году Великой Отечественной войны выпуск гаубиц прекратили и освоили производство 45-мм противотанковых пушек образца 1937 года 53-К, а в 1943 году было освоено производство 76,2-мм дивизионных пушек образца 1942 года (ЗИС-3). Одновременно выпуск 45-мм противотанковых пушек был свёрнут.
Выпуск артиллерийских орудий составил:
- в 1941 году — 597 единиц 45-мм противотанковых пушек образца 1937 года 53-К;
- в 1942 году — 11 143 единицы 45-мм пушки 53-К;
- в 1943 году — 12 730 единиц 45-мм пушек 53-К и 1 655 единиц 76,2-мм дивизионных пушек образца 1942 года ЗИС-3, всего — 14 385 артиллерийских орудий;
- в 1944 году было выпущено 200 единиц 45-мм противотанковых пушек 53-К и 2 899 единиц 76,2-мм пушек ЗИС-3;
- в январе — апреле 1945 года выпуск пушек ЗИС-3 составил 1 820 единиц.

Всего за годы войны было выпущено 31 044 (по другим данным — более 52 000) пушки (24 670 единиц 45-мм и 6 374 единицы 76,2-мм), что составило около 18,39 % от общего выпуска артиллерийских орудий в стране.
В послевоенное время и до 1957 года Воткинский машиностроительный завод выпускал 100-мм зенитные пушки КС-19, 57-мм противотанковую пушку ЗИС-2 и другое военное оборудование, а также развернул гражданское производство (локомобили для сельского хозяйства, узкоколейные паровозы и башенные краны).
С 1956 года на заводе начинается развитие станкостроения.

### Ракетное производство (с 1957 по нынешнее время)
В 1957 году постановлением ЦК КПСС и Совета Министров СССР предприятие было перепрофилировано на выпуск баллистических ракет. Первой освоенной ракетой была оперативно-тактическая ракета 8А61 разработки ОКБ-1 с жидкостным двигателем и с дальностью полёта до 150 км, принятая на вооружение в июле 1955 года. На заводе первая 8А61 была выпущена в 1958 году.
Также завод производил ядерную модификацию 8А61 — 8К11, а с 1960 года их преемницу, оперативно-тактическую ракету 8К14 разработки СКБ-385 с дальностью полёта до 300 км. Она выпускалось серийно более 25 лет и более 30 лет стояла на вооружении Советской Армии ВС СССР.
В 1962 году по постановлению ЦК КПСС и Совета Министров СССР на Воткинском машиностроительном заводе началось освоение более мощной оперативно-тактической ракеты 9М76, входящей в состав комплекса 9К76 «Темп-С». Первые серийные ракеты были выпущены в 1966 году. «Темп-С» стал первым ракетным комплексом с твердотопливной управляемой баллистической ракетой, принятым на вооружение Советской Армии ВС СССР. Впоследствии эти ракеты были уничтожены в соответствии с Договором о ликвидации ракет средней и меньшей дальности от 8 декабря 1987 года.
В 1974 году было освоено производство межконтинентальных ракет 15Ж42 подвижного грунтового ракетного комплекса 15П642 «Темп-2С», в 1975 году — БРСД 15Ж45 РК 15П645 «Пионер», в 1976 году — оперативно-тактических ракет 9М714 комплекса 9К714 «Ока», в 1989 году — тактических ракет 9М79-1 комплекса 9К79-1 «Точка-У».
В 1987 году Воткинский завод был упомянут в Договоре о ликвидации ракет средней и меньшей дальности между СССР и США как предприятие, подлежащее на постоянной основе инспекции в целях предотвращения нарушения договора (статья XI пункт 6b).
В 1998 году было налажено производство межконтинентальной ракеты стратегического назначения «Тополь-М».
Большой вклад в развитие ракетного производства внёс директор завода с 1966 по 1988 Владимир Геннадиевич Садовников (5 января 1928 — 26 февраля 1990), дважды Герой Социалистического Труда (1976, 1981), награждён тремя орденами Ленина, орденом Трудового Красного Знамени, золотой и серебряной медалями ВДНХ, лауреат Государственной премии СССР. Его именем названа одна из новых улиц Воткинска.
В 2006 году было начато серийное производство ракет комплекса «Искандер-М» (индекс комплекса — 9К720, по классификации МО США и НАТО — SS-26 Stone, буквально «Камень»).
1 июня 2010 года, в рамках программы по созданию ОАО Корпорация «Московский институт теплотехники», ФГУП «Воткинский завод» был преобразован в ОАО «Воткинский завод» и 25 марта 2011 года вошёл в состав этой корпорации. Вместе с «МИТ» завод входит в госкорпорацию «Роскосмос».

### Гражданское производство
Даже в «ракетные времена» на предприятии не прекращалось производство гражданской продукции. Особо стоит выделить станкостроение, за все время было выпущено более 30 тысяч станков.
С 1963 выпускаются даже детские коляски, а с 1965 — автомобильные детали и узлы для Ижевского автозавода. В 1982 начался и до сих пор продолжается выпуск малогабаритной стиральной машины «Фея» и её модификаций.
После начала перестройки и, как следствие, снижения военных заказов увеличилась удельная доля гражданской продукции по отношению к военной. Для поддержания предприятия были освоены новые направления гражданской продукции: рефрижераторные контейнеры, нефтегазовое оборудование, настольные токарные и сверлильные станки, и даже узлы для атомных реакторов; а малоприбыльные производства гражданской продукции (стиральные машины и детские коляски) были переданы дочернему предприятию.
В октябре 1998 года первый вице-премьер Ю. Д. Маслюков провёл в Воткинске Всероссийское совещание ВПК-ТЭК, на которое привёз лидеров нефтегазового бизнеса. В частности, руководителя «Роснефти» Сергея Богданчикова, тогдашнего главу ЮКОСа Михаила Ходорковского и президента АК «Транснефть» Семёна Вайнштока. Результатом стал рост заказов на отечественное нефтегазовое оборудование, позволивший загрузить простаивавшие мощности и персонал Воткинского завода.

## Санкции
2 июня 2022 года Воткинский завод был включен в экспортный санкционный список США из-за вторжения России на Украину. 24 февраля 2023 года завод попал под блокирующие санкции США. 6 декабря 2023 года завод попал в санкционный список Великобритании «против людей и групп, которые снабжают и финансируют военную машину Путина».
16 декабря 2022 года завод внесен в санкционный список стран Евросоюза из-за производства ракеты и боеприпасов для комплексов «Искандер» и «Точка-У», которые Россия использовала во время войны против Украины. Следовательно, по мнению Евросоюза, завод несёт ответственность за материальную поддержку от Правительства Российской Федерации, которое в свою очередь несет ответственность за аннексию Крыма и дестабилизацию Украины
Также, по аналогичным основаниям, завод находится под санкциями  Японии, Украины и Швейцарии

## Награды
- 1945 — Орден Ленина
- 1966 — Орден Трудового Красного Знамени
- 1976 — Орден Ленина
- 1981 — Орден Трудового Красного Знамени
- 1999 — Благодарность Президента России
- 2024 — Орден «За доблестный труд»[32]

## Памятники
В память об истории завода в городе Воткинске установлены памятники из образцов выпущенной продукции:
- два якоря (один на территории предприятия, второй при въезде на плотину Воткинского пруда);
- 57-мм пушка ЗИС-2 «2243-17», установленная в память 174-го противотанкового артдивизиона имени Комсомола Удмуртии;